# Alluaudomyia tripartita
Alluaudomyia tripartita är en tvåvingeart som beskrevs av Toyohi Okada 1942. Alluaudomyia tripartita ingår i släktet Alluaudomyia och familjen svidknott.
Artens utbredningsområde är Taiwan. Inga underarter finns listade i Catalogue of Life.